# Detective Conan: El réquiem de los detectives
Detective Conan: El réquiem de los detectives  (探偵たちの鎮魂歌 Tantei-tachi no Requiem?) es el título del décimo largometraje de la serie de anime y manga Detective Conan estrenado en Japón el 15 de abril del 2006. La película recaudó 3.03 billones de yens.